# Baunehøj (Ballerup Kommune)
Der Baunehøj war eine megalithische Grabanlage der jungsteinzeitlichen Nordgruppe der Trichterbecherkultur im Kirchspiel Ballerup in der dänischen Kommune Ballerup. Er wurde im 19. oder frühen 20. Jahrhundert zerstört.

## Lage
Das Grab lag mitten in Ballerup am Møllevej, unmittelbar nördlich des Wasserwerks.

## Forschungsgeschichte
Im Jahr 1889 führten Mitarbeiter des Dänischen Nationalmuseums eine Dokumentation der Fundstelle durch. Zu dieser Zeit war die Anlage bereits teilweise zerstört. Bei der Errichtung des Wasserwerks wurde das Grab vollständig abgetragen. Bei einer weiteren Dokumentation im Jahr 1938 waren keine baulichen Überreste mehr auszumachen.

## Beschreibung
Die Anlage besaß eine runde Hügelschüttung mit einem Durchmesser von etwa 8 m und einer Höhe von 0,8 m. Von der Umfassung waren 1889 noch zehn Steine erhalten. Der Hügel war schlecht erhalten. Ein tiefer Graben war von Norden her in den Hügel hineingetrieben worden.
In der Mitte des Hügels befand sich eine Grabkammer, die wohl als Urdolmen anzusprechen ist. Sie war südost-nordwestlich orientiert. Zu den Maßen liegen keine Angaben vor. 1889 waren noch die beiden Wandsteine der Langseiten sowie ein Abschlussstein an einer Schmalseite erhalten. Der Deckstein fehlte bereits.